# إبيونية
إبيونية (باليونانية: Ἐβιωναῖοι) (مشتقة من الكلمة العبرية: אביונים؛ إبيونيم، والتي تعني «فقير» أو «فقراء»)، هو مصطلح آباء الكنيسة للإشارة إلى حركة مسيحية يهودية وُجدت في العصور الأولى للمسيحية، كانت تنظر إلى يسوع على أنه الماشيح وتنكر ألوهيته، وتصر على اتِّباع الشريعة اليهودية، ولا يؤمنون إلا بأحد الأناجيل المسيحية اليهودية، ويبجّلون يعقوب البار، ولا يعترفون ببولس الذي يعتبرونه مرتدّاً عن الديانة. ارتبط اسم هذه الطائفة بالفقر حيث وردت الإشارة إليهم بلفظ «الفقراء» في مخطوطات خربة قمران التي نأت بهم عن فساد الهيكل. يعتقد الكثيرون أن المنتمين لهذه الطائفة إنما كانوا من الأسينيين.
نظرًا لندرة وتناثر المعلومات والخلاف حول الإبيونيين، فإن معظم المعلومات عنهم مستوحاةٌ من كتابات آباء الكنيسة الذين اعتبروا الإبيونيين هراطقة متهودين. لذا، فإن ما نعرفه عن الإبيونيين لا يمكن تأكيده، وأن معظم، إن لم يكن كل، ما نعرفه عنهم افتراضي. وهناك خلاف آخر حول ما إذا كان الإبيونيون والناصريون طائفتين مختلفتين، أم طائفة واحدة مثلما اعتقد آباء الكنيسة. وفسروا ذلك بأن تلك الطائفة الواحدة كانت تسمى بالناصريين أثناء وُجودهم في أورشليم قبل الثورة اليهودية الكبرى، ثم حملت اسم الإبيونيين بعدما نزحت إلى بيلا وغيرها من المناطق بعد هذا التاريخ.

## أصل التسمية
اشتقت كلمة «إبيونية» من الكلمة العبرية التي تعني «فقير» أو «مسكين» (المفرد: אֶבְיוֹן ev·yōn، وجمعها: אביונים ev·yōn·im)، والتي وردت في المزامير 15 مرة، كما في «لأن الرب سامع للمساكين ولا يحتقر أسراه»مز 69:33 كما أنه الاسم الذي وصف به أبناء تلك الطائفة الذين عاشوا في خربة قمران أنفسهم كما ورد في مخطوطات البحر الميت. في البداية، كان مصطلح «الفقراء» تسمية عامة لعموم المسيحيين في إشارة إلى وضعهم المادي وفقرهم.
كان إيرينيئوس هو أول من استخدم هذا المصطلح العبري للإشارة إلى تلك الطائفة في النصف الثاني من القرن الثاني الميلادي، فاصلاً إياهم عن الناصريين. كما استخدم أوريجانوس الكلمة للإشارة إلى اليهود الذين آمنوا بأن يسوع هو الماشيح. بينما كان ترتليان أول من كتب عنهم منتقداً ووصفهم بالهراطقة، وسماهم «إبيون»، يعتقد الباحثون أنه اقتبس هذا الاسم من اللفظ «Ebionaioi» معتقداً أنهم أتباع شخص يُدعى إبيون، كما يعتقد الباحثون أنه وقع في هذا الخطأ لنقص المصادر البديلة عن تلك الطائفة، ولا يزال هذا اللفظ يُستخدم في العبرية الحديثة للإشارة إلى الإبيونيين والمحتاجين للإحسان في عيد الفور.

## تاريخهم

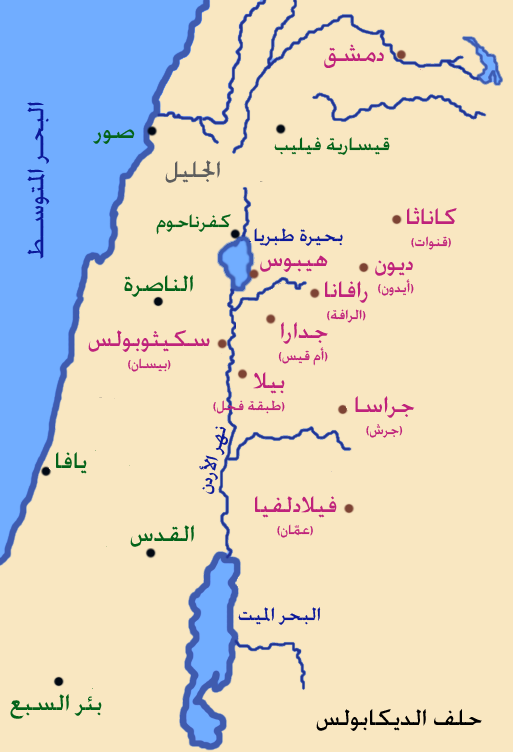
خريطة لمدن حلف الديكابولس توضح موقع مدينة بيلا.

يُعد حوار يوستينوس مع تريفو (حوالي سنة 140 م) أقدم المصادر التي تشير إلى جماعة تتوائم صفاتها مع أوصاف الإبيونيين القدامى. ميّز يوستينوس بين المسيحيين اليهود الذين يتبعون وصايا موسى، ولا يُلزمون الآخرين باتِّباع تلك الوصايا، وبين أولئك الذين يرون أن اتِّباع وصايا موسى أمرٌ إلزاميٌّ. يُعتقد أن إيرينيئوس هو أول من استخدم مصطلح إبيونيين لوصف طائفة الهراطقة المتهوّدين الذين اعتبرهم مُعاندين بتشبّثهم بالوصايا. في القرن الرابع الميلادي، وصف إبيفانيوس السلاميسي وصفاً شاملاً ولكنه أيضاً مثير للجدل لثمانين طائفة مهرطقة من بينها الإبيونيين في كتابه «Panarion» الذي تتَبَّع فيه تاريخ الهرطقة حتى عهده. كما وصف إبيفانيوس معتقداتهم الدينية، وأورد اقتباسات من إنجيلهم الذي لم يعد موجوداً الآن. ووفقاً لطبعة الموسوعة البريطانية لسنة 2011 م، فإنه يُعتقد أن حركة الإبيونيين ربما نشأت وقت حصار أورشليم عام 70 م.
من الصعب حصر المجموعات التي وصفت بالإبيونيين، حيث أن هناك حالة من الخلط والارتباك في كتابات آباء الكنيسة التي حاولت التمييز بين الطوائف المختلفة، فقد انتشر في القرن الرابع الميلادي عدد من الطوائف كالكربوقراطيين والسيرنيثيوسيين والإلكاسيين والناصريين والصابئة التي كان معظمها طوائف مسيحية يهودية تحمل أفكاراً غنوصية وأفكاراً أخرى رفضها الإبيونيون، رغم مزاعم إبيفانيوس أن عدداً من الإبيونيين اعتنقوا بعض تلك الأفكار الغنوصية دون أن ينفصلوا في طائفةٍ خاصةٍ بهم.
بالرغم من أن أول ذكر للإبيونيين كان في القرن الثاني الميلادي، إلا أن بداية تاريخهم وعلاقتهم بكنيسة أورشليم ما زالت غامضة ومحل جدال. كما أنه لا دليل يربط بين نشأتهم وبين الثورة اليهودية الكبرى أو ارتباطهم قبل ذلك بكنيسة أورشليم التي أسسها يعقوب البار. نقل يوسابيوس القيصري عن أرسطو البيلي أن المسيحيين الأوائل غادروا أورشليم قبل الحرب إلى بيلا في وادي نهر الأردن، لكنه لم يربط ذلك بالإبيونيين. حيث قاد سمعان بن كليوباس هؤلاء المهاجرين، وأثناء الحرب اليهودية الرومانية الثانية بين سنتي 115–117 م، تعرضوا للاضطهاد من قبل اليهود من أتباع شمعون بار كوخبا لرفضهم الاعتراف بقدراته الخلاصية.

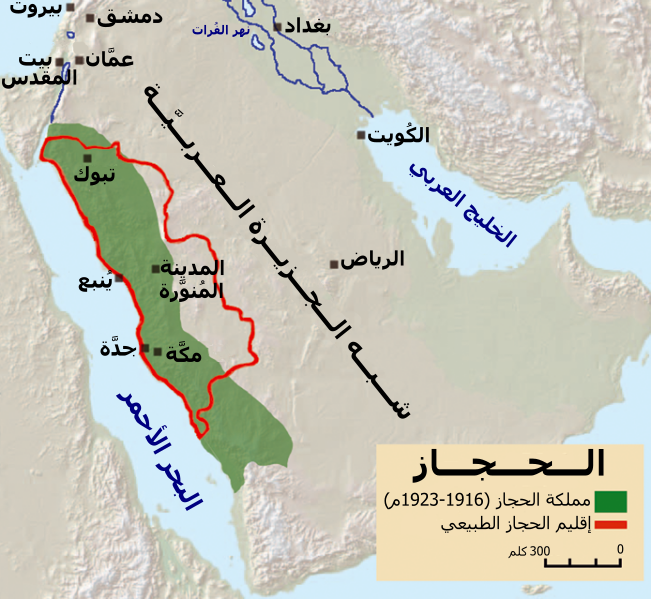
خريطة للحجاز محدّدة باللون الأحمر.

انتشر الإبيونيون في فلسطين والأقطار المجاورة، ومراكز شتات اليهود بعد خراب أورشليم سنة 70 م، بل وبلغوا روما. وبعد نهاية الثورة اليهودية الكبرى، انتشر المسيحيون اليهود خلال الشتات اليهودي في بلاد الشام حيث ذابوا بالتدريج في الطوائف المسيحية التقليدية التي انتشرت بدورها في أرجاء الإمبراطورية الرومانية دون منافسة من قبل الجماعات المسيحية التهويدية. وما إن دُمّرت كنيسة أورشليم أثناء ثورة بار كوخبا سنة 135 م، حتى فقد الإبيونيون تأثيرهم وأتباعهم تدريجياً. ووفقاً لحاييم ماكوبي، فإنهم تعرضوا للتهميش والاضطهاد من قبل المسيحيين واليهود على حدٍ سواء. وبعد سحق التمرد وطرد اليهود من مملكة يهوذا، أصبحت أورشليم مدينة وثنية. في ذلك الوقت، تخلى الكثير من المسيحيين اليهود المقيمين في بيلا عن ممارساتهم اليهودية، وانضموا إلى الكنيسة المسيحية التقليدية. أما الذين بقوا في بيلا وواصلوا الاعتماد في عبادتهم على شريعة موسى، فقد اتهموا بالهرطقة. في سنة 375 م، رصد إبيفانيوس وجود تجمع للإبيونيين في قبرص، إلا أن ثيودوريطس في منتصف القرن الخامس الميلادي نفى وجود أي بقايا لهم في هذه المنطقة.
زعم البعض أن الإبيونيين عاشوا لفترة أطول حيث ذكر القاضي عبد الجبار أنه لا زال لهم أتباع نحو سنة 1000 م. وفي القرن الحادي عشر الميلادي، أورد الرحال بنيامين التطيلي في كتاب رحلاته إشارةً عن وجود تجمعات ليهود في شمال غرب شبه الجزيرة العربية في تيماء وتلماس قال عنهم: «يعيشون حياة كلها تقشف وزهد. لا يذوقون لحماً ولا يشربون خمراً. لباسهم السواد ومأواهم الأكواخ والكهوف. يقضون جل أوقاتهم صياماً باستثناء أيام السبوت والأعياد. وهم دوماً عاكفون على إقامة الصلوات من أجل إخوانهم اليهود المشتتين في أنحاء المعمورة»، رجّح ماركوس إلدر أنها للإبيونيين. وفي القرن الثاني عشر الميلادي، ذكر الشهرستاني وجود يهود يقيمون بالقرب من المدينة المنورة في الحجاز يعترفون بالمسيح نبياً ويتعبدون باليهودية القديمة، ويرفضون النظرة التقليدية للمسيح في المسيحية، حيث زعم بعض الباحثين أن نظرتهم للمسيح البشري تأثرت بنظرة المسلمين الأوائل لعيسى بن مريم. يرى عرفان شهيد، الباحث المسيحي الفلسطيني في مجال الدراسات الشرقية، بأنه لا يوجد دليل على بقاء الإبيونيين حتى القرن السابع، ناهيك عن وجودهم في مكة.

## عقائدهم
ذكر بعض آباء الكنيسة في كتاباتهم أن الإبيونيين اهتمّوا باتّباع وصايا موسى، واعتبروا أورشليم أقدس المدن، وقصروا الكشروت على الأمميين المتحولين إلى اليهودية. ذكر إبيفانيوس السلاميسي أن الإبيونيين بالغوا في ممارسة الميكفاه، وزعموا أن المسيح هو الروح القدس الذي تجسّد في شخص يسوع الذي تبنّاه الرب، وعارضوا التضحية بالقرابين الحيوانية، وعارضوا أجزاء من الشرائع الموسوية ومارسوا عادات الختان والسبت اليهودي. كما رفضوا العديد من تعاليم العقيدة النيقية مثل أزلية المسيح وطبيعته اللاهوتية الناسوتية وولادته البتولية وصلبه ليفدي البشر وقيامته الجسدية من قبره، وآمنوا بوحدانية الإله وناسوتية يسوع الابن البيولوجي لمريم العذراء ويوسف النجار الذي اختاره الرب لتقواه ليكون نبيًا ماشيحًا مثل موسى عندما مسحه الروح القدس بالزيت عند معموديته، واعتقدوا بأن قوة إلهية حلت على المسيح عند معموديته، ولكن هذه القوة الإلهية فارقت يسوع على الصليب.
كما مارسوا الطقوس اليهودية النباتية اقتداءً بيوحنا المعمدان ويسوع الناصري اللذان نقل إبيفانيوس عن إنجيل الإبيونيين أنهما كانا كذلك، في إشارة منه للآية التي وردت في إنجيل الإبيونيين القائلة: «وغذاؤه كان من العسل البري الذي كان طعمه من المن، كالكعك في الزيت». كما كانت لهم وجبة جماعية احتفالية سنوية في عيد الفصح اليهودي من الخبز غير المُخمّر والماء فقط على النقيض من الأفخارستيا المسيحية.
اعتبر الإبيونيون يعقوب البار رأس كنيستهم، وهو ما عارضه الباحث ريتشارد بوكهام معللاً ذلك بأن كنيسة أورشليم تحت قيادة يعقوب البار كانت منطلقة من لاهوتية المسيح، وهو عكس ما تبنّاه الإبيونيون من ناسوتيته. وزعم تابور أن الإبيونيين حصروا الخلافة الرسولية في أخوة يسوع. وذكر إبيفانيوس أنهم نبذوا بولس الطرسوسي، واتهموه بأنه المسؤول عن عدم اختتان المسيحيين الأمميين، حيث نادوا بأن الأمميين لا بد أن يختتنوا قبل أن يقبلوا في الكنيسة، واتهموه أيضًا بتجاهل شريعة موسى، واعتبروه مرتدًّا عن المسيحية. وقال أيضًا بأن الإبيونيين قالوا بأن بولس كان يونانيًا تحوّل إلى اليهودية من أجل الزواج من ابنة كوهين غادول الحاخام الأعظم لإسرائيل، ولما رفضت الزواج منه ارتد عن الديانة. ومن بين كتب العهد الجديد، لم يقبل الإبيونيون سوى بنسخة عبرية (أو آرامية) من إنجيل متى، يُشار إليها بإنجيل العبرانيين، كنص مقدّس مُضاف إلى الكتاب العبري. ذكر إيرينيئوس أن هذه النسخة من إنجيل متى لم تحتو على الفصلين الأولين (الذين تناولا ميلاد يسوع)، وبدأت مباشرة بتعميد يسوع على يد يوحنا المعمدان. كما آمن الإبيونيون أنه لزامٌ على كل اليهود والأمميين أن يؤمنوا بوصايا موسى، ليكونوا صالحين في تواصلهم مع الرب. كما زعم أبيفانيوس أنهم كانوا يسمحون بالزواج مرتين وثلاث مرات إلى سبع مرات، ومع أنهم سمحوا بالزواج، إلا أنهم كانوا يحتقرون المرأة ويتهمون حواء بخلق الوثنية، وفي هذا يتفقون مع الأسينيين في رأيهم في الجنس.
من غير الواضح ما إذا كان الإبيونيون مُتّحدين في اعتقاداتهم أم كانوا فرقًا مختلفة، فقد ذكر أوريجانوس ويوسابيوس أن الإبيونيين يختلفون بعضهم عن البعض في اعتقادهم الكريستولوجي، فمثلاً رغم إنكار الإبيونيون لأزلية المسيح، إلا أنه كانت هناك جماعة منهم لا تنكر ولادته من عذراء. كما تفرّد ثيودوريطس بزعمه أن هاتين الفئتين اللتان تنفيان أو تثبتان ولادته من عذراء، استخدما نسختين مختلفتين من الأناجيل. ورغم عدم إيمان الإبيونيين بقيامة المسيح، إلا أن هناك قصة إبيونية عن تناول يسوع للخبز مع أخيه يعقوب البار بعد قيامته، مما يوحي بأن بعض الإبيونيين آمنوا بتلك النسخة من إنجيل العبرانيين التي أشارت إلى قيامة يسوع الجسدية.

## كتاباتهم
لم يبق سوى القليل من كتابات الإبيونيين، وحتى تلك الباقية لا يمكن التحقق منها. هناك توافق عام بين الباحثين أن «اعترافات كليمنت» و«العظات الكليمنتية» التي كتبت في القرن الثالث الميلادي معظمها أو كلها ذات أصل مسيحي يهودي وتعكس اعتقاداتهم. إلا أن العلاقة بين تلك الكتابات وبين الإبيونيين محل شك، ولكن وصف إبيفانيوس بعض آراء الإبيونيين في كتابه «Panarion» تتشابه كثيرًا مع الأفكار التي وردت في اعترافات وعظات كليمنت. رجّح الباحث غلين ألن كوخ أن إبيفانيوس اعتمد على نسخة من العظات كمصدر لمعلوماته عن الإبيونيين. كما رجّح بعض الباحثين أن جوهر «إنجيل برنابا» الذي أثير حول الجدل بين المسلمين في القرون الوسطى، ربما كُتب اعتمادًا على وثيقة إبيونية أو غنوصية. ولا زال وجود ومصدر تلك الكتابات محل شك الباحثين. وقد صنّف جون أرنديزن في مقالة «الإبيونيون» في نسخة الموسوعة الكاثوليكية لسنة 1909 م كتابات الإبيونيين إلى أربع مجموعات:

### إنجيل الإبيونيين

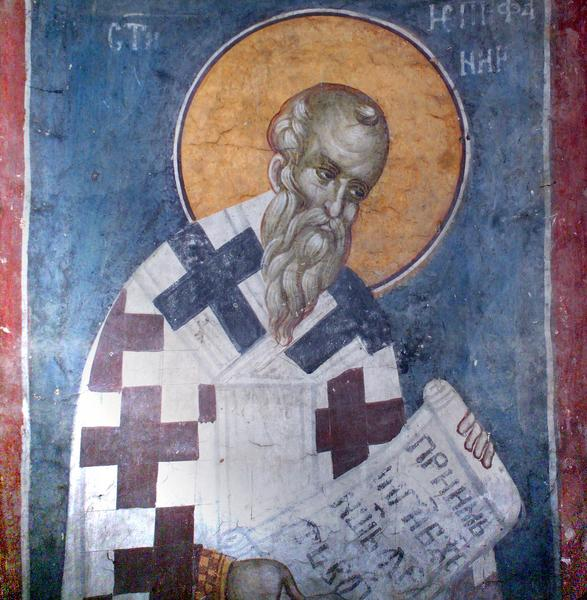
إبيفانيوس السلاميسي الذي يعد كتابه «Panarion»، المصدر الرئيس الذي يتحدث عن إنجيل الإبيونيين.

ذكر إيرينيئوس أن الإبيونيين اعتمدوا على إنجيل متى حصريًا. بينما ذكر يوسابيوس القيصري بعد ذلك بأنهم استخدموا فقط إنجيل العبرانيين. لذا، زعم عدد قليل من الباحثين، من بينهم جيمس إدوارد وإدوارد نيكلسون، أنهم تداولوا نسخة واحدة من الإنجيل العبراني وهي نسخة متى من الإنجيل العبراني، وقالوا بأن مُسمّى «إنجيل الإبيونيين» لم يكن موجودًا على الإطلاق في عصر المسيحية الأولى. إدعى إبيفانيوس أن الإبيونيين تداولوا إنجيلاً كتبه متى كان يسمى «إنجيل العبرانيين». وأردف قائلاً: «الذي لم يكن فقط غير مكتمل، بل وكان مزوّرًا ومشوّهًا...» اعتبر كُتّاب كوالتر ريتشارد كاسل وبيرسون باركر تلك النسخة نسخة مختلفة من إنجيل متى العبراني. ومع ذلك، فإن الاقتباسات التي استخدمها إبيفانيوس في كتابه توحى بأنه اقتبسها من نسخة مكتوبة باليونانية.
تشير النصوص البحثية الشائعة عامةً، مثل النسخة القياسية من الأناجيل المنتحلة التي حرّرها ويليام شنيملشر إلى النص الذي استشهد به هيرونيموس أن الذي كان شائعاً بين الإبيونيين هو «إنجيل الإبيونيين»، على الرغم من أنه هذا المصطلح لم يكن موجودًا في عصر المسيحية الأولى.

### الكتابات الكليمنتية
اشتملت مجموعة الأناجيل المنتحلة التي تعرف بالكتابات الكليمنتية على ثلاث نصوص عرفت قديمًا بأسماء «حلقات بطرس» و«أعمال الرسل» و«صعودات يعقوب البار». اعتمد إبيفانوس على تلك الكتابات في انتقاداته للإبيونيين. وردت تلك النصوص في عظات كليمنت «ملخص خطب بطرس في رحلاته»، وكذلك في «الاعترافات» المنسوبة إلى كليمنت، واللذان شكلا وجهة نظر المسيحيين اليهود حول أولوية يعقوب البار وعلاقاتهم بالبابوية وعدائهم لسيمون المجوسي والمذاهب الغنوصية. علّق الباحث روبرت فان فورست على صعودات يعقوب البار قائلاً: «في الحقيقة، لا يوجد أي قسم في الكتابات الكليمنتية يمكن التأكيد على مرجعيته للمسيحية اليهودية.» ورغم هذا التأكيد، إلا أنه أعرب عن تحفظاته حول نسبة مادتها أيضًا للإبيونيين.

### سيماخوس
ترجم سيماخوس الكتاب العبري إلى الإغريقية الكوينهية التي اعتمد عليها هيرونيموس، ولا تزال أجزاء منها موجودة، وإن كانت تعليقاته الانتقادية على إنجيل متى قد فقدت. ذكر يوسابيوس القيصري تعليقات سيماخوس في كتابه «تاريخ الكنيسة»، قائلاً: «أما بالنسبة لهؤلاء المترجمين ينبغي أن نُذّكر بأن سيماخوس كان إبيونيًا. لكن بدعة الإبيونية، كما يطلق عليها، أكّدت على أن المسيح كان ابنًا ليوسف ومريم، واعتبرته مجرد رجل، وأصرّت بقوة على الحفاظ على الشريعة اليهودية، كما رأينا بالفعل في هذا التاريخ. لا زالت تعليقات سيماخوس موجودة التي أيّد فيها تلك الهرطقة بمهاجمته لإنجيل متى. يقول أوريجانوس أن حصل على هذه التعليقات وغيرها من تعليقات سيماخوس حول النصوص المقدسة من جوليانا الذي قال أنه ورث تلك الكتب من سيماخوس نفسه.» ورغم فقد تعليقاته إلا أنه يعتقد أنها مطابقة لما ورد في كتاب «De distinctione præceptorum» لعبد يشوع الصوباوي. كما أن إبيونية سيماخوس محل شك باحثون معاصرون حيث زعم سكارسون أن يوسابيوس القيصري ربما استنتج أن سيماخوس إبيونيا بسبب استخدامه لنصوص مقدسة عبرية في تعليقاته، فمثلا ذكر يوسابيوس أن سيماخوس استبدل كلمة «عذراء» بكلمتي «امرأة شابة» في الآية 7:14 من سفر إشعيا في النص العبري، ومن هنا هاجم إنجيل متى.

### الألكسيون
{{مفصلة|الألكسية{{!}الألكسيون}}}
ذكر هيبوليتوس الرومي أن المسيحي اليهودي ألسيبيادس من أفاميا ظهر في روما وهو يُدرّس كتابًا إدعى أنه وحي أنزله ملاك على رجل صالح يدعى «إلكاسي»، واشتبه هيبوليتوس أن ألسيبيادس نفسه هو مؤلف الكتاب. وبعد فترة قصيرة، ذكر أوريجانوس وجود جماعة تسمى «الإلكاسيين» لها نفس المعتقدات. زعم إبيفانيوس السلاميسي أن الإبيونيين أيضًا استخدموا هذا الكتاب كمصدر لبعض معتقداتهم وممارساتهم. أرجع إبيفانيوس أصل الاسم «إلكاسي» إلى كلمة آرامية تعني «القوى الخفية». ويعتقد الباحث بيتري لومانين أن الكتاب قد كتب أصلاً باللغة الآرامية حول نهاية العالم اليهودي، وربما كتب في بابل بين سنتي 116-117 م.

## النظرات الدينية والانتقادية

### النظرة المسيحية
اعتمدت النظرة العامة المسيحية للإبيونيين على آراء وانتقادات آباء الكنيسة لهم في كتاباتهم التي وصفوهم فيها بالهراطقة لرفضهم العديد من الاعتقادات المسيحية حول المسيح، وتعلُّقهم غير الصحيح بشريعة موسى تناقضاً مع عقيدة النعمة الإلهية المسيحية. وفق هذا الرأي، فإن الإبيونيين ربما تكوّنوا من طائفة مسيحية يهودية في العصور الأولى للمسيحية انفصلت عن المسيحية البولصية.
وصف بعض آباء الكنيسة مثل إبيفانيوس الإبيونيين بأنهم يهود تقليديين منحرفين عن الإيمان والممارسات اليهودية، إلا أن مصداقية ما كتبه إبيفانيوس عن الإبيونيين محل شك لدى عدد من الباحثين. فعلى سبيل المثال، زعم شلومو بينس أن الأفكار والممارسات المبتدعة التي وصفها إبيفانيوس في وصفه للإبيونيين، إنما أصلها يرجع إلى المسيحيين الغنوصيين، وليست عند المسيحيين اليهود، وأنما تخص طائفة الإلكاسيين، وأن إبيفانيوس أخطأ حين نسبها إلى الإبيونيين. وصف أبٌ آخر من آباء الكنيسة وهو ميثوديوس الأولمبي الإبيونيين بأنهم منحرفين عن المسيحية التقليدية حيث كانوا يعتقدون بأن تعاليم الأنبياء هي آراء ذاتية، وليست مدفوعة على ألسنتهم بقوة الروح القدس. بل ومال البعض إلى اعتبار أن اسم الإبيونيين الذي أُطلق عليهم، إنما أطلقه معارضوهم للدلالة على فقر آرائهم. وهناك عدة نظريات تستنتج نشأة الإبيونية من إحدى طوائف الخلاص اليهودي الأسينية. فقد زعم هانز يواكيم شويبس تحوّل بعض الأسينيين إلى المسيحية اليهودية بعد حصار أورشليم سنة 70 م، مما يفسّر وجود أفكار وممارسات أسينية لدى بعض الإبيونيين، بينما زعم البعض أن الأسينيين لم يتحولوا إلى المسيحية اليهودية، وإنما ظل لهم تأثيرهم على الإبيونيين.
أما عن ممارساتهم، فقد أشار إبيفانيوس إلى خطأ اعتقاد الإبيونيين في نباتية يسوع الناصري ويوحنا المعمدان، باستبدالهم لكلمة «الجراد» (باليونانية akris) بكلمات «كعك العسل» (باليونانية ekris) في أحد آيات إنجيل الإبيونيين، مما أوحى لهم بنباتيتهما. كما أشار إلى أن هذا الاستبدال غير الموجود في أي من مخطوطات أو ترجمات العهد الجديد، وإن كان هناك إشارة إلى كونهما نباتيين في نسخة قديمة من كتاب يوسيفوس فلافيوس «حرب اليهود». ويُرجّح شلومو بينس وآخرون أن الإبيونيين في نهجهم النباتي يقتدون بيوحنا المعمدان. وعلى النقيض، يعتقد روبرت إينزمان أن الإبيونيين يقتدون بالناصريين الذين أقسموا على إتّباع هذا النهج ليعقوب البار.
ورغم النظرة السلبية للإبيونيين تجاه بولس الطرطوسي، استدلل باحثون أمثال ريتشارد بوكهام على خطأ الإبيونيين في معتقدهم قائلين بأن يعقوب البار وأقارب يسوع ممن قادوا كنيسة أورشليم من الناصريين، تقبّلوا بولس الطرطوسي بينهم، بينما لم يظهر الإبيونيون إلا في أوائل القرن الثاني الميلادي.

### الإسلام
يتهم الإسلام المسيحية بأنها حرّفت توحيدية المسيح بإيمانها بعقيدة التثليث وتقديسها للأيقونات والصور. يقول بول أدي وتوم بويز أن إيمان الإبيونيين بالتعاليم الأصلية ليسوع، يجعلهم يشاركون المسلمين نظرتهم حول ناسوتية المسيح، وإن كانت نظرة المسلمين لعيسى بن مريم قد تتعارض مع نظرة بعض الإبيونيين حول مسألة ولادة المسيح من عذراء وعدم اعتراف المسلمين بصلب المسيح. يرى المفكر المغربي محمد عابد الجابري أن الإبيونيين هم المقصودون بقوله تعالى «الذين قالوا إنّا نصارى» في الآية القرآنية ﴿لَتَجِدَنَّ أَشَدَّ النَّاسِ عَدَاوَةً لِلَّذِينَ آمَنُوا الْيَهُودَ وَالَّذِينَ أَشْرَكُوا وَلَتَجِدَنَّ أَقْرَبَهُمْ مَوَدَّةً لِلَّذِينَ آمَنُوا الَّذِينَ قَالُوا إِنَّا نَصَارَى ذَلِكَ بِأَنَّ مِنْهُمْ قِسِّيسِينَ وَرُهْبَانًا وَأَنَّهُمْ لَا يَسْتَكْبِرُونَ ۝٨٢﴾ [المائدة:82] قائلاً بأن «الذين قالوا إنّا نصارى، وهم أنفسهم الذين يصفهم القرآن تارة بأنهم من أمة موسى في قوله ﴿وَمِنْ قَوْمِ مُوسَى أُمَّةٌ يَهْدُونَ بِالْحَقِّ وَبِهِ يَعْدِلُونَ ۝١٥٩﴾ [الأعراف:159]، وتارة بأنهم طائفة من بني إسرائيل في قوله ﴿يَا أَيُّهَا الَّذِينَ آمَنُوا كُونُوا أَنْصَارَ اللَّهِ كَمَا قَالَ عِيسَى ابْنُ مَرْيَمَ لِلْحَوَارِيِّينَ مَنْ أَنْصَارِي إِلَى اللَّهِ قَالَ الْحَوَارِيُّونَ نَحْنُ أَنْصَارُ اللَّهِ فَآمَنَتْ طَائِفَةٌ مِنْ بَنِي إِسْرَائِيلَ وَكَفَرَتْ طَائِفَةٌ فَأَيَّدْنَا الَّذِينَ آمَنُوا عَلَى عَدُوِّهِمْ فَأَصْبَحُوا ظَاهِرِينَ ۝١٤﴾ [الصف:14]، وحينًا بأنهم ﴿قُلْ آمِنُوا بِهِ أَوْ لَا تُؤْمِنُوا إِنَّ الَّذِينَ أُوتُوا الْعِلْمَ مِنْ قَبْلِهِ إِذَا يُتْلَى عَلَيْهِمْ يَخِرُّونَ لِلْأَذْقَانِ سُجَّدًا ۝١٠٧﴾ [الإسراء:107] أو ﴿لَكِنِ الرَّاسِخُونَ فِي الْعِلْمِ مِنْهُمْ وَالْمُؤْمِنُونَ يُؤْمِنُونَ بِمَا أُنْزِلَ إِلَيْكَ وَمَا أُنْزِلَ مِنْ قَبْلِكَ وَالْمُقِيمِينَ الصَّلَاةَ وَالْمُؤْتُونَ الزَّكَاةَ وَالْمُؤْمِنُونَ بِاللَّهِ وَالْيَوْمِ الْآخِرِ أُولَئِكَ سَنُؤْتِيهِمْ أَجْرًا عَظِيمًا ۝١٦٢﴾ [النساء:162]، وهم أيضاً المسلمون الأوائل قبل محمد الذين يقول فيهم القرآن ﴿وَإِذَا يُتْلَى عَلَيْهِمْ قَالُوا آمَنَّا بِهِ إِنَّهُ الْحَقُّ مِنْ رَبِّنَا إِنَّا كُنَّا مِنْ قَبْلِهِ مُسْلِمِينَ ۝٥٣﴾ [القصص:53]» وأنهم فرقة مؤمنة آمنت بالمسيح دون قطيعة مع اليهودية، في فترة المسيحية الأولى قبل أن تتأثر المسيحية الرسمية بالفكر اليوناني وبالأفلاطونية المحدثة التي أدخلت عقيدة التثليث على يدي بولس الطرطوسي، وأنها هي الفرقة التي حضّرت لظهور محمد.
يعتقد الباحث لينجز أن ورقة بن نوفل أحد الأوائل الذين أقرّوا بنبوة محمد - والذي يعتقد المسلمون أنه كان رجلاً تقيًا على دراية واسعة بالنصوص المقدسة عند المسيحيين - كان راهبًا إبيونيًا، وهو ما ذهب إليه أيضًا الكاتب اللبناني جوزيف قزي المتلقّب بأبي موسى الحريري في كتابه «قس ونبي» حول إبيونية ورقة بن نوفل، ولكنه نحى منحىً آخر فقد ذهب إلى أن ورقة بن نوفل أوحى وعلم ودرب وأرسى دعائم الدين الإسلامي، وأن محمدًا سمع وتعلم ودرس وشيد البنيان، ثم استقل عن معلمه ورقة، مدللاً على تشابه مضمون ما جاء في إنجيل العبرانيين الذي تعبّد به ورقة والقرآن. ذكر أبو موسى الحريري أن ورقة بن نوفل قد توفي وقد جاوز المائة سنة في السنة الرابعة من بعثة محمد، أي حين كان محمد في الرابعة والأربعين من عمره، وربط بين وفاة ورقة وفتور الوحي من نص حديث نبوي ورد في صحيح البخاري الذي جاء فيه: «ولم ينشب ورقة أن توفى وفتر الوحي» في إشارة منه إلى أن الوحي كان إنما تلقين من ورقة لمحمد. فسّر خير الدين الزركلي ترجمته لورقة بن نوفل في كتابه «الأعلام» قوله: «ولم ينشب ورقة أن توفى» أن وفاته جاءت بعد بدء الوحي بقليل، كما قال الذهبي في كتابه سير أعلام النبلاء أن ورقة مات في فترة الوحي بعد النبوة وقبل الرسالة.

### الحركات المعاصرة
تتناول جماعة «اليهود لليهودية» المكافحة للتبشير اليهود الإبيونيين بصورة إيجابية في كتاباتهم للتدليل على أن اليهود المسيانيين الذين استهدفوا من قبل الجماعات التبشيرية مثل «يهود من أجل المسيح» هم يهود مشوهين بالمسيحية البولصية. وقد أعربت بعض الجماعات المسيانية عن قلقها من إنكار ألوهية المسيح واحتمالية انهيار الحركة المسيانية، مما قد يؤدوا إلى عودة الإبيونية. وتسائل زعيم مسياني متهكمًا هل سيتوجّب على المسيحيين تقليد الإبيونيين الجدد في اعتقادهم بالتوراة؟ فيما فضّل موقع «اليهودية ضد المسيحية» على الشبكة العنكبوتية المسيحيين اليهود على بولس وبطرس ولوقا.

## اُنظر أيضًا
- إنجيل الإبيونيين
- مسيحية مبكرة

## للقراءة
- Rev. J. M. Fuller, "Ebionism and Ebionites", in Henry Wace (ed.), A Dictionary of Christian Biography and Literature to the End of the Sixth Century A.D., with an Account of the Principal Sects and Heresies. ISBN 1-56563-460-8
- G. Uhlhorn, "Ebionites", in: Philip Schaff (ed.), A Religious Encyclopaedia or Dictionary of Biblical, Historical, Doctrinal, and Practical Theology, 3rd ed. (1894), p. 684–685 (vol. 2).
- Wilson, Barrie (2008). How Jesus Became Christian - The early Christians and the transformation of a Jewish teacher into the Son of God. Orion. ISBN:978-0-297-85200-1.
- Jeffrey Butz (2010). The Secret Legacy of Jesus. Inner Traditions. ISBN:978-1-59477-307-5.
- Goranson, Stephen. 'Ebionites," in D Freedman (ed.), The Anchor Bible Dictionary (New York: Doubleday, 1992), vol. 2, pp. 260–1.

## وصلات خارجية
- موقع الحركة الإبيونية الحديثة (بالإنجليزية)